# パラッツォ・カナヴェーゼ
パラッツォ・カナヴェーゼ（伊: Palazzo Canavese）は、イタリア共和国ピエモンテ州トリノ県にある、人口約900人の基礎自治体（コムーネ）。

## 地理

### 位置・広がり

#### 隣接コムーネ
隣接するコムーネは以下の通り。括弧内のBIはビエッラ県所属を示す。
- アルビアーノ・ディヴレーア
- アゼッリオ
- ボッレンゴ
- マニャーノ (BI)
- ピヴェローネ